# Aryan
Aryan è un film del 2014, diretto da D. Rajendra Babu. Questo film è l'ultimo film del regista D. Rajendra Babu.

## Colonna sonora
1. Ranjith – Bittu Bidu – 3:48
2. Puneeth Rajkumar, Sunidhi Chauhan – Kannada Mannina – 3:44
3. KK, Shreya Ghoshal – Ondu Haadu Mella – 4:25
4. Hariharan – Nee Barada Dariyalli
5. Shreya Ghoshal – Usire Aadade